# Шунангер
Шуна́нгер (рос. Шунангер, марій. Шунэҥер) — присілок у складі Гірськомарійського району Марій Ел, Росія. Входить до складу Кузнецовського сільського поселення.

## Населення
Населення — 130 осіб (2010; 162 у 2002).
Національний склад (станом на 2002 рік):
- гірські марійці — 96 %